# Eremothamneae
Les Eremothamneae són una tribu de plantes asteràcies.
La tribu va ser descrita l'any 1973 per Harold E. Robinson i Brettell basant-se en l'espècie Eremothamnus marlothianus O. Hoff m de Namíbia que pertany al gènere monotípic Eremothamnus.
Karis (1992) va descobrir que un segon gènere,  Hoplophyllum , (que conté dues espècies: H. spinosum i H. ferox) 
Els estudis moleculars recents suggereixen que el gèneres  Hoplophyllum  i Eremothamnus són tàxons germans.
Són plantes arbustives.

## Gèneres
- Eremothamnus
- Hoplophyllum